# Darktown Strutters
Pour plus de détails, voir Fiche technique et Distribution.
Darktown Strutters est un film américain réalisé par William Witney, sorti en 1975.

## Fiche technique
- Titre : Darktown Strutters
- Réalisation : William Witney
- Scénario : George Armitage
- Photographie : João Fernandes
- Pays d'origine : États-Unis
- Format : Couleurs - 1,33:1 - Mono
- Genre : exploitation
- Date de sortie : 1975

## Distribution
- Trina Parks : Syreena
- Edna Richardson : Carmen
- Bettye Sweet : Miranda
- Shirley Washington : Theda
- Roger E. Mosley : Mellow
- Stan Shaw : Raunchy
- Dick Miller : Officier Hugo
- Zara Cully : Lorelai